# Josée Piché
Josée Piché (ur. 19 lipca 1974 w Montrealu) – kanadyjska trenerka łyżwiarstwa figurowego, a wcześniej łyżwiarka figurowa, startująca w parach tanecznych z Pascalem Denisem. Uczestniczka mistrzostw świata i mistrzostw czterech kontynentów, brązowa medalistka mistrzostw Kanady (2000).

## Osiągnięcia
| Zawody                           | 99–00          | 00–01          | 01–02          | 02–03          | 03–04          |                |                |                |                |                |                |                |                |                |                |                |                |
| Międzynarodowe                   | Międzynarodowe | Międzynarodowe | Międzynarodowe | Międzynarodowe | Międzynarodowe | Międzynarodowe | Międzynarodowe | Międzynarodowe | Międzynarodowe | Międzynarodowe | Międzynarodowe | Międzynarodowe | Międzynarodowe | Międzynarodowe | Międzynarodowe | Międzynarodowe | Międzynarodowe |
| -------------------------------- | -------------- | -------------- | -------------- | -------------- | -------------- | -------------- | -------------- | -------------- | -------------- | -------------- | -------------- | -------------- | -------------- | -------------- | -------------- | -------------- | -------------- |
| Mistrzostwa świata               |                |                |                |                | 23             |                |                |                |                |                |                |                |                |                |                |                |                |
| Mistrzostwa czterech kontynentów | 6              |                | 5              |                | 7              |                |                |                |                |                |                |                |                |                |                |                |                |
| GP Cup of China                  |                |                |                |                | 5              |                |                |                |                |                |                |                |                |                |                |                |                |
| GP Cup of Russia                 |                |                | 10             |                |                |                |                |                |                |                |                |                |                |                |                |                |                |
| GP Skate America                 |                |                |                | 9              |                |                |                |                |                |                |                |                |                |                |                |                |                |
| GP Skate Canada International    |                |                | 9              | 10             | 10             |                |                |                |                |                |                |                |                |                |                |                |                |
| NHK Trophy                       | 7              |                |                |                |                |                |                |                |                |                |                |                |                |                |                |                |                |
| Skate America                    | 6              |                |                |                |                |                |                |                |                |                |                |                |                |                |                |                |                |
| Krajowe                          |                |                |                |                |                |                |                |                |                |                |                |                |                |                |                |                |                |
| Mistrzostwa Kanady               | 3              | 4              | 4              | 4              | 4              |                |                |                |                |                |                |                |                |                |                |                |                |